# Psicología Cognitiva Posracionalista
Psicología Cognitiva Posracionalista es una corriente de la terapia cognitiva y del constructivismo fundada por el neuropsiquiatra italiano Vittorio Guidano a fines de la década de los ochenta y desarrollada de manera posterior por autores como Adele De Pascale, Bernardo Nardi, Paola Cimbolli, Giovanni Ruggiero, Álvaro Quiñones, Augusto Zagmutt, María Teresa Miró, Alejandro León, y Juan Balbi.
Giampiero Arciero introdujo el "giro hermenéutico fenomenológico" que, de acuerdo a quienes adscriben la posición de Arciero, renovó la metodología y el objeto de estudio de la disciplina.
Sin embargo, varios  autores post-racionalistas como Adele De Pascale, Álvaro Quiñones y Juan Balbi (entre otros) no están de acuerdo o no siguen la renovación propuesta por Arciero.

## Primera Ola: La Terapia Cognitiva Posracionalista de Vittorio Guidano
Durante la llamada "primera ola", Vittorio Guidano elaboró un modelo teórico basado en los postulados de los trabajos de Francisco Varela y Humberto Maturana, en los cuales el Sí Mismo (Self) se comprende como una unidad autopoiética que define los límites de su experiencia a partir de la recurrencia de sus esquemas autoorganizativos tácitos.
El cognitivismo posracionalista adopta la epistemología evolutiva desarrollada por Donald Campbell, Konrad Lorenz y Karl Popper. Según la epistemología evolucionista, la cognición es un proceso biológico y en evolución. Por tanto, la epistemología deja de ser un área especulativa de la filosofía y se convierte en una disciplina científica y experimental.
Así, el cognitivismo posracionalista de Guidano adopta la cibernética de segundo orden de la teoría de sistemas, la teoría de las estructuras disipativas del físico Ilya Prigogine, y las teorías biológicas de la cognición de Humberto Maturana, Francisco Varela y Jean Piaget como fundamento de su epistemología naturalista constructivista, que reconoce a la realidad como intrínsecamente subjetiva, pero lo hace desde la ciencia natural experimental.
Además Guidano fue influenciado por la teoría cognitivista planteada en el libro El Orden Sensorial de  Friedrich Hayek, que sostiene que la cognición no funciona por asociación entre estímulos discretos como lo postulaban el psicoanálisis y el conductismo, sino que las sensaciones provenientes del ambiente son ya construcciones activas globales del organismo, con propiedades predictivas y anticipatorias que completan patrones totales. Según esto, no sería adecuado sostener que el organismo humano  primero registra estímulos asociados entre sí y luego analiza y abstrae intelectualmente para finalmente emitir respuestas, sino que la etapa de registro sensorial es ya un proceso de abstracción que crea significados idiosincráticos acorde a la experiencia y a la autoorganización del sistema individual.
De acuerdo a Juan Balbi, quien trabaja desde el enfoque guidanista:

"La perspectiva constructivista ha arrojado nueva luz sobre la concepción de la psicopatología y la práctica de la psicoterapia, superando las deficiencias del conductismo y el pensamiento cognitivo racionalista, abandonando el principio empirista del asociacionismo. En este campo, Vittorio Guidano introdujo el modelo Cognitivo Post-Racionalista, influenciado por la teoría del apego, la epistemología evolutiva, la teoría de sistemas complejos y la prevalencia de procesos mentales abstractos propuesta por Hayek. Guidano concibe el sistema personal como una entidad autoorganizada, en constante desarrollo. El papel del terapeuta post-racionalista es alterar estratégicamente el sistema en busca de formas más nuevas y flexibles de construir la experiencia personal."
Juan Balbi, Epistemological and theoretical foundations of constructivist cognitive therapies: Post-rationalist developments

También la propuesta del epistemólogo Walter Weimer sobre las "teorías motoras de la mente" influyó en la conceptualización guidanista del sujeto como constructor activo de su experiencia subjetiva, que es emocional y cognitiva a la vez.
De acuerdo a Guidano, no es correcto sostener que un terapeuta cognitivo puede "reestructurar" instructivamente los significados de un paciente, porque tales significados dependen siempre de la autoorganización biológica y cognitiva de cada sujeto (sea paciente, terapeuta, u otro). Por tanto, el terapeuta no tiene un acceso privilegiado a la "razón" como en las terapias de Albert Ellis y Aaron Beck, sino que tiene una perspectiva particular acerca del mundo, como también el paciente tiene la suya propia. Adicionalmente, el cambio terapéutico se produce mediante nuevas vivencias afectivas y no a través de procesos puramente intelectuales. El cliente puede tener determinadas experiencias emocionales en la terapia que son discrepantes con sus experiencias anteriores, y puede procesar los recuerdos de su memoria episódica de maneras nuevas, más flexibles que las usuales. El terapeuta crea un espacio en el que el cliente puede construir y reconstruir narrativas acerca de sus experiencias de vida, y esto promueve el cambio terapéutico. Los esquemas emocionales tácitos de autoorganización del cliente no se modifican a través de intervenciones que ocurren solamente en lenguaje verbal explícito y "racional" sino a través de experiencias emocionales del mismo nivel tácito, que es más abstracto que el pensamiento proposicional explícito. Los niveles tácito-emocional y explícito-verbal del sí mismo se determinar recíprocamente.
Guidano retomó la teoría del apego de John Bowlby como modelo de los vínculos humanos a lo largo del desarrollo y del ciclo vital. Los patrones de apego generarían un modo particular de configuración del significado de la experiencia, que será denominado por Guidano Organización de significado personal

## Segunda Ola: El Posracionalismo Fenomenológico-Hermenéutico de Giampiero Arciero
De forma posterior a la muerte de Vittorio Guidano, Giampiero Arciero asumió la dirección del Instituto de Psicología y Psicoterapia Posracionalista (IPRA), incorporando cambios radicales en los fundamentos de la metodología de la psicoterapia, así como también en los fundamentos de la psicopatología propuesta a partir de la incorporación de la fenomenología hermenéutica.
Las implicaciones de la introducción de la fenomenología como fundamento de la psicología comienza por instalar una comprensión del ser humano como un ser que encarna una historia personal como proyecto arrojado al mundo, lo cual permite generar una psicopatología basada en la experiencia subjetiva, a la vez que, mediante el diálogo con la neurociencias cognitivas, logra generar categorías eidéticas para componer un sistema diagnóstico dimensional de cuadros clínicos de salud mental.
El giro fenomenológico hermenéutico en la psicología posracionalista implica realizar una crítica a la tradición heredada por las corrientes contemporáneas de psicología que encuentran su fundamento en la ontología antigua de la Grecia helénica, mediante un programa de investigación orientado por 3 preguntas: (1) ¿En qué visión del ser humano se basa la psicología? (2) ¿Qué comprensión está implícita en la relación del uno con el otro en la relación terapéutica? (3) ¿Qué camino puede tomar el «Cuidado de sí» en la psicoterapia?.
En la crítica a la ontología antigua como fundamento de las corrientes psicológicas contemporáneas, se hallará un modo de tematizar la experiencia humana que se sostendrá en el surgimiento de las ciencias naturales del siglo XIX, y darán base a las distintas formas de psicología, así como inaugurará la «ciencia del cuidado de la psique», definiendo la como una entidad natural, es decir, que contempla la vida humana según categorías esencial de producción (poiesis), implicando la subordinación de tal objeto a un orden superior de conocimiento (teoría). De este modo, la existencia humana comprendida como un objeto de producción posiciona la vida como una cosa entre otras cosas.
De este modo, que la psicología gane el estatus de ciencia mediante su adhesión al método científico de las ciencias naturales, significara que encontrará su fundamento en la ontología antigua, lo cual tendrá como consecuencia una mirada estática del sí mismo. Tal concepción de la mismidad ha sido tematizada y problematizada como “El problema del sentido de unidad de la experiencia humana”, en directa relación con el modo de concebir el Sí mismo (self) por la modernidad: como privado (inaccesible incluso para sí), como unidad de multiplicidad de experiencias y como la continuidad del sentido de sí. Estas características de Privacidad, Unicidad y Continuidad del Self moderno, pueden encontrarse hoy en día presentes en la teoría de sistemas, las neurociencias, la mayoría de las ramas de la psicología y la psiquiatría, las cuales ignoran el carácter histórico, temporal y simbólico de la vida humana.
El origen de esta aproximación al fenómeno de la vida es rastreada por el filósofo Michel Foucault al período helenístico de la histórica de la Antigüedad, situada en Grecia, donde se gesta la filosofía como un modo de observación desinteresada, como un modo de contemplación que genera una relación estrecha entre filosofía y teoría. El surgimiento de esta aproximación a las cosas, se sitúa como acontecimiento en el modo en que el «Cuidado de Sí» (epimeleia heautou), es subordinado al precepto del «conócete a ti mismo» (gnothi seauton), de modo tal que el cuidado de sí comenzará a tener un carácter auto-reflexivo orientado por la relación con una Otredad que irá variando entre épocas: el maestro filosófico en la antigüedad, el padre espiritual en el cristianismo primitivo y en la época moderna, el acceso al verdad de sí solo estará garantizada mediante actos de conciencia.
De acuerdo a Arciero, si bien Foucault logra captar la variabilidad de la relación auto-reflexiva del cuidado de sí como ejercicio de acceso a la verdad, pasa inadvertido la configuración pre-interpretativa de la búsqueda de verdades eternas, sin llegar a tematizar el modo en que el conocimiento teórico entendido como una praxis de vida, sustenta un enfoque ético que permanece orientado hacia la misma ontología antigua.
La consecuencia inadvertida de la ontología antigua orientada hacia las verdades eternas coaguladas en el conocimiento teórico de la vida, es la absorción de toda circunscripción y compromiso práctico de la vida en las entidades que conservan un grado de constancia a través del tiempo, es decir, que siempre está presente, completo y terminado. De este modo, la manera en que Aristóteles describe las leyes físicas de los cuerpos en la época antigua de Grecia y las características del Self Moderno se muestran en una continuidad: el movimiento es eterno e incorruptible, y presenta una presencia constante, libre de todo cambio.
Esta concepción del ser humano se puede encontrar en la Alegoría del carro alado de Platón, donde éste relata que “caeríamos” de la vida eterna al olvido de la verdad eterna, por lo cual el acto de conocer sería un recordar. Por otra parte, sería el Logos aquella capacidad para hacer inteligible la realidad y conocer/recordar la verdad.
De igual modo, ésta brecha entre la experiencia sensible y la capacidad de hacerla inteligible mediante verdades eternas (Logos), será trasmitida por la escuela Escolástica, tradición en la cual fue instruido el filósofo René Descartes, quien, con el propósito de fundar las ciencias de la modernidad propondrá en su famoso «Discurso del método» el principio de certeza en la locución "Pienso, luego existo" (cogito, ergo sum), la cual encuentra como fundamento de lo real la capacidad de inteligibilidad de la realidad sensible. El llamado “momento cartesiano”  inaugura dos tradiciones aparentemente opuestas en tanto presuponen modos diferidos de acceso a la verdad: empirismo y racionalismo, en las cuales lo que vendrá a variar es al orden gnoseológico al cual deberá subordinarse el objeto de la teoría. Sin embargo, no será hasta que el filósofo Immanuel Kant presente en su Crítica de la razón pura, que esta disyuntiva encuentre salida mediante la Estética Trascendental como modo de tematizar la inteligibilidad de la experiencia a través del conocimiento del a priori como aquellas condiciones de posibilidad de toda forma de conocimiento y verdad
La ontología antigua heredada por el método científico llegará a ser cuestionada primeramente por Edmund Husserl, quien, mediante la consigna de «a las cosas mismas», intentará proponer una ontología fenomenológica con vistas de crear un acceso a la esencia misma de las cosas. Pero será su pupilo, Martin Heidegger, quien, orientado por renovar el acceso a la verdad, mediante el examen de ser humano como único ente con comprensión de los demás entes, radicalizará el curso de la fenomenología mediante el giro hermenéutico. Las consecuencias de tales presupuestos serán la necesidad de un método a-teorético, capaz de aprehender el movimiento de la existencia humana que transcurre de modo pre-reflexivo.
Heidegger, en vistas de lograr una comprensión renovada del sentido del Ser olvidado por las ciencias, pone como centro de su reflexión a la vida fáctica, generando una serie de conceptos orientados a generar un nuevo acceso a la verdad. De esta forma, generará una analítica del modo en que la vida se abre, con una comprensión (Verstehen), una disposición afectiva (Befindlichkeit) y la capacidad de articular lingüísticamente la significatividad (Rede) del mundo habitado. Está analítica del «ahí» ofrecida por la indicación formal de Heidegger permitirá hacer inteligible el sentido histórico, inasible para la ontología antigua de la presencia (Ousia)
De este modo, la fenomenología hermenéutica como fundamento a la comprensión de la experiencia humana va a examinar la vida subjetiva con raíz en su ser-en-el-mundo de forma corporizada, es decir, el modo en que llega a emerger su significado a partir de la movilidad de la carne viva en su modo de actuar y vivir en el mundo. Tal examen del movimiento de la vida y la recuperación de su sentido implican un movimiento contrario al de la tendencia misma de la vida fáctica en su cuidado habitual, tendiente a la caída y su absorción en su ocuparse. Heidegger señalará así que "este contramovimiento, que es propio de la inquietud de la vida por no caer en el olvido, determina el modo según el cual se temporiza la posible aprehensión auténtica de la vida".

## Posracionalismo Ontológico de Juan Balbi
Juan Balbi introduce el modelo Posracionalista Ontológico el cual tiene como punto de partida la crítica al asociasionismo. En relación con esto, el autor rescata algunas observaciones que realizó Vittorio Guidano y que servirán de apoyo para la construcción del      posracionalismo ontológico.

### La crítica del asociacionismo
Balbi sostiene que a pesar del paso del tiempo transcurrido, el pensamiento de Guidano conserva su fuerza original gracias al vigor de los fundamentos epistemológicos y teóricos en los que se sustenta el modelo. Una perspectiva ontológica, evolutiva y procesual-sistémica, como la elegida por Guidano, es insustituible para cualquier modelo teórico que pretenda explicar la identidad personal.

Al respecto destaca la crítica del asociacionismo, fundamento epistemológico de la mayor parte de los modelos psicológicos, como el punto de partida que llevará a Guidano a formular en su libro The Self in Process, sus propuesta de, a) un modelo ontológico del conocimiento en el que se considera el conocimiento desde el punto de vista del sujeto que experimenta (es decir, un modelo del modo en que un individuo experimenta y es afectado por el autoconocimiento que ha podido procesar), y b) de modo coherente con ese modelo,  una nueva metodología y estrategia de intervención para la terapia cognitiva. Respecto al abandono de la premisa asociacionista, Balbi cita una referencia de Guidano sobre su propio quiebre epistemológico (en este caso junto a Liotti): 
“[…] había un principio epistemológico común subyacente a los dos enfoques que, por razones opuestas, rechazábamos. Ambas terapias, psicoanalítica y behaviorista –o del comportamiento–, parecían aceptar el precepto conocido como asociacionismo. Este principio implicaba una idea pasiva del desarrollo del conocimiento, que, convincentemente criticada por Popper, representó el límite en nuestro esfuerzo de una revisión teórica. En consecuencia teníamos que rever epistemológicamente –esto es, cambiar, más que ampliar– nuestro paradigma científico (Guidano y Liotti, 1983, pág. X).”   
Poco después de la publicación de The Self in Process, Balbi adhiere a la tesis de  Guidano y la defiende de modo explícitoen cuanto a los principios fundantes del modelo propuesto por el psiquiatra italiano, colaborando con este de manera activa entre los años 1992 y 1999. No obstante, juzga que si bien Guidano consideró con razón que el asociacionismo ha sido el obstáculo epistemológico más importante de la psicología del siglo XX, los esfuerzos que ha realizado para superar ese obstáculo no han sido suficientes para liberar por completo sus formulaciones de esa tradición, ya que en su modelo aún quedan residuos de esa premisa asociacionista. Y advierte  que esos residuos del asociacionismo son inevitables en la obra de un pensador que, como Guidano, realizó su labor intelectual en el último cuarto del siglo pasado, período en el cual, en los campos de la filosofía y la psicología, el lenguaje se consideraba predominante en la determinación de la estructura de la experiencia humana. La revisión de estas trazas de asociacionismo en la obra de Guidano, lo conducen a Balbi a proponer una reformulación de la representación del si-mismo propuesta por aquel.  

### Estructura y funcionamiento del sí-mismo
Guidano recurre a dos fuentes para concebir su representación del sí-mismo: el modelo del sí-mismo como un proceso que puede describirse en dos dimensiones experienciales, el “yo” que actúa y experimenta y el “mi” que observa y evalúa , originalmente expuesto por William James y el modelo epistemológico de la biología del conocimiento propuesta por Humberto Maturana según la cual: los humanos conocemos la realidad en dos niveles de experiencia, el nivel de la "vivencia", como todos los demás seres vivos, y el nivel de la explicación, que emerge como consecuencia de nuestras coordinaciones conductuales en el lenguaje. De acuerdo a estas premisas, explicar y experimentar, dirá Guidano, aunque diferentes en términos de “distanciamiento abstracto”, son polaridades siempre presentes en la circularidad incesante de nuestra comprensión, ya sea que abordemos lo externo o a nosotros mismos.

Balbi expresa su desacuerdo con la elección que hace Guidano del modelo epistemológico propuesto por Maturana. Sostiene que la elección de utilizar una epistemología adecuada para describir la forma en que los humanos conocemos la realidad, como la que propone Maturana, no resulta adecuada para describir la forma en que los seres humanos tenemos nuestra experiencia de identidad personal. Si el conocimiento de la realidad ocurre en dos etapas, ésta ocurre sólo en una. No es necesaria ninguna explicación de la experiencia inmediata de uno mismo, ninguna coordinación en la dinámica del lenguaje, para tener un sentido inmediato de sí. En palabras del autor: 
“El sentido de sí-mismo es una experiencia inmediata a la que tenemos acceso directo sin depender de la mediación semiótica. La experiencia del sentido de sí no tiene una organización semiótica ni semántica, ni tampoco una organización narrativa; su organización es afectivo-intencional y se da en una dimensión pre-reflexiva, mayoritariamente tácita, en la que las palabras no tienen ningún papel; y es en este nivel de experiencia donde ocurren los síntomas. Por el contrario, la narrativa de la experiencia personal es reflexiva, dependiente del significado de las palabras, y organiza, en una dimensión temática, sólo una parte de la experiencia personal, aquella que ha cristalizado explícitamente en la conciencia fenoménica del sujeto.” 
De acuerdo a estas consideraciones, Balbi propone una representación del sí-mismo (Self) como un sistema complejo que implica un proceso de continua circularidad entre dos dimensiones irreductibles de experiencia personal: la Experiencia Inmediata de Sí  y el Sentido Inmediato de Sí. En tal sistema: a) la experiencia inmediata de sí, es en su inmediatez, experiencia personal integrada y prevalentemente tácita; y, b) el sentido de sí experimentado por el sujeto, no es el resultado de una segunda instancia de reorganización narrativa de la experiencia inmediata de sí en términos semánticos y explicativos, sino que es también experiencia inmediata, que ocurre de manera pre-reflexiva y simultánea a la experiencia tácita e inmediata de sí.  
Balbi subraya que la dinámica de los síntomas psicopatológicos no se organiza en esta dimensión narrativa, explícita y fenoménica, accesible y factible de ser verbalizada por parte del paciente; sino en el dominio prerreflexivo y tácito de la interfaz entre las dos dimensiones experienciales, merced a mecanismos defensivos disociativos, propios de la actividad selectiva de la conciencia.   
La emergencia del síntoma tiene su origen en una dificultad de  la conciencia fenoménica en su tarea de mantener fuera de foco todos los elementos que componen el complejo ideo afectivo de una experiencia personal inconsciente discrepante. Cuando esto sucede, se ponen en marcha mecanismos defensivos que propician la aparición en el dominio fenoménico de aspectos parciales y disociados de aquellas representaciones, sentimientos e intenciones discrepantes, que, precisamente debido a que son parciales y disociados, son vividos como ajenos al sí-mismo. Por ejemplo, dice el autor, se manifiesta a nivel fenomenológico de manera sintomática solo el aspecto afectivo, la tristeza o la rabia, disociada de la representación de pérdida, como sucede en el caso de la depresión; o cristalizan en la conciencia, sólo las sensaciones propioceptivas e interoceptivas, componentes fisiológicos de las emociones, afectos y representaciones, que restan a nivel inconsciente, como en el caso del ataque de pánico y del síndrome agorafóbico; o bien, la sola representación ideática, disociada de su aspecto afectivo y emocional, como en el trastorno obsesivo-compulsivo.

### Del término “significado” al de “sentido”
Inspirado en la obra de  González Rey, Balbi cuestiona el uso del término “significado”, presente en la tradición constructivista y  posracionalista (tanto en español como en italiano), como traducción del término inglés “meaning”. El término significado, dice, arrastra un tinte cognitivo asociacionista que no brinda lugar a factores experienciales y  emocionales, propios de la experiencia de identidad personal. Propone el uso del término  “sentido” (“senso” en italiano), como una clave que siente las bases para la génesis de una alternativa ontológica particularmente fiel a la naturaleza de la subjetividad.  Según Balbi, la noción de “sentido” hace referencia a un orden ontológico totalmente diverso, propio únicamente de la subjetividad. El término “sentido” no especifica, como “significado”, un dominio de coordinaciones consensuales en una comunidad de sujetos parlantes, sino que define una porción de experiencia pura,  privada y no semántica, que existe como un instante de un proceso subjetivo individual.

### Disociación y psicopatología
Balbi juzga que la noción de autoengaño, concebida por Guidano, suficiente para explicar el funcionamiento normal del sí-mismo, no resulta eficaz para explicar el fenómeno sintomático, ya que la emergencia de éste requiere siempre de la existencia de disociación patológica. Al respecto señala que, si bien la disociación es esencial para el funcionamiento mental humano, y no siempre patológica, no hay síntomas sin  disociación de la experiencia subjetiva.  
Según el autor, la emergencia del síntoma tiene su origen en una dificultad de  la conciencia fenoménica en su tarea de mantener fuera de foco todos los elementos que componen el complejo ideo afectivo de una experiencia personal inconsciente discrepante.  
Cuando esto sucede, se ponen en marcha mecanismos defensivos que propician la aparición en el dominio fenoménico de aspectos  parciales y disociados de aquellas representaciones, sentimientos e intenciones discrepantes, que, precisamente debido a que son parciales y disociados, son vividos como ajenos al sí-mismo.   
La disociación es una defensa diferente a las demás, no es un término como otro para indicar el proceso que Freud llamó represión, ni consiste en un simple aumento en el nivel de autoengaño en términos del modelo de Guidano. Si como defensas, represión y autoengaño representan una reacción a la angustia generada por un afecto negativo, que señala la posible irrupción en la conciencia de contenidos mentales capaces de generar un conflicto intrapsíquico desagradable, pero sostenible; la disociación como defensa,  representa una reacción a un flujo caótico de afectos incontrolables en la mente, un trauma psicológico que amenaza la estabilidad de la experiencia de sí mismo. 
Acordando con lo señalado por Bromberg, Balbi sostiene que la disociación como defensa surge cuando el conflicto intrapsíquico se experimenta como insoportable, no sólo desagradable; éste es el caso cuando la discrepancia no ocurre entre contenidos mentales discordantes, sino entre estados ajenos del sí-mismo, entre estados del sí-mismo tan discrepantes que no pueden coexistir en un solo estado de conciencia sin amenazar con desestabilizar la continuidad misma de la experiencia de sí.  
Respecto a la psicopatología en adolescentes, Balbi sostiene que estos estados disociados del sí-mismo corresponde a situaciones relacionales en las cuales el individuo en evolución tiene la experiencia de que los contenidos afectivos de su experiencia inmediata de sí son invalidados como "reales" por la mente de su figura de apego, quien con su actitud niega no sólo la validez de estos contenidos, sino incluso su existencia misma, inhibiendo por tanto toda  posibilidad de comunicarlos.  
En estos casos, dice el autor, la disociación contribuye a que el adolescente logre mantener una falsa representación de la trama de reciprocidad afectiva con su partner de apego parental, de modo que ésta ostente una aparente coherencia y así, le brinde una ilusoria sensación de seguridad.  
Balbi puntualiza que el problema, que se revelará  por ejemplo como trastorno límite de personalidad, es que  cuando la coherencia entre los “estados del self” es reemplazada por un cápsula disociativa, la persona vive en un estado de conciencia en el que tiene insuficiente acceso simultáneo a su gama de estados afectivos, lo cual hace imposible un auténtico intercambio con la subjetividad de los demás.

### La dimensión inconsciente en la evolución de la identidad
El modelo ontológico de la evolución de la identidad, fundado en la tesis que considera la intersubjetividad afectiva como la ontología específicamente humana, resulta de la integración de una serie de nuevos constructos teóricos basados en datos de  investigaciones en el campo de la neurociencia y la psicología experimental, llevadas a cabo,  entre otros, por autores como, Baars, Dehaene, Froufe, Leisman y Koch; Onishi y Baillargeon.
Esos hallazgos han evidenciado la capacidad de la mente humana de tener representaciones inconsciente y de operar metarrepresentaciones complejas, también a nivel tácito.  La experiencia de intersubjetividad afectiva es posible desde el inicio de la vida gracias a un sistema mental innato y originariamente tácito especializado en inferir, atribuir, prever y comprender estados mentales y afectivos durante las interacciones interpersonales, que consiente a los niños entender la trama de una secuencia de interacciones intencionales entre personas, mucho antes de que sean capaces de operar en el lenguaje. 
La noción de metarrepresentación afectiva tácita connota esta característica exclusivamente humana de operar con  metarrepresentaciones de tercer nivel incluso en el dominio tácito; al mismo tiempo que subraya la importancia de los contenidos afectivos presentes en el nivel tácito de la conciencia personal. La evolución de la experiencia de identidad implica una reorganización progresiva del sistema personal que es desencadenada en cada fase (infancia, niñez y adolescencia), por la aparición de nuevos recursos cognitivos que, a su vez, favorecen la emergencia de nuevos matices de experiencia afectiva generada en el contexto intersubjetivo del vínculo de apego significativo de cada una de estas etapas evolutivas. 
Estas nuevas y discrepantes experiencias, surgidas de la dinámica de la intersubjetividad afectiva con el progenitor de apego de la fase actual, constriñen el sistema personal a una reorganización en términos de cambios en la experiencia del sentido inmediato de sí; a través de un arduo proceso de elaboración, asimilación e integración de los nuevos matices de la experiencia. 
El estudio de estos cardinales procesos que subyacen a la experiencia de identidad personal durante las diversas fases del desarrollo se realiza según el enfoque ontológico, que considera la experiencia de la identidad personal desde el punto de vista del sujeto que la experimenta. En otras palabras, se basa en formulaciones teóricas que surgen de un análisis de la forma en que el individuo en evolución experimenta subjetivamente el vínculo de apego con el progenitor de referencia, teniendo especialmente en cuenta la nueva experiencia  afectiva que en cada etapa evolutiva el sujeto debe elaborar, así como el impacto que esta nueva experiencia afectiva tiene en su sentido inmediato de sí mismo.  

### Duelo metarrepresentacional tácito en la adolescencia y organización del sentido afectivo personal
El modelo posracionalista ontológico acentúa las premisas ya esbozadas por Guidano, según las cuales, a) el sentido de continuidad personal de cada individuo está directamente relacionado con la estabilidad de una trama tácita de reciprocidad afectiva con el partner afectivo del ciclo vital en curso; b) los trastornos psicopatológicos tienen su origen en desbalances en esa trama tácita de reciprocidad afectiva, que al generar fuertes oscilaciones emocionales afectan la estabilidad del sentido de continuidad personal.  
Estas premisas son aplicables a todo el periodo del desarrollo evolutivo, y ésta recurrencia metarrepresentacional afectiva tácita es un proceso que subyace en todas las relaciones con un alto nivel de reciprocidad afectiva, como la que existe entre padres e hijos, y por ello, es predominante en la psicopatología que encontramos en el período evolutivo.   
De acuerdo con la tesis del monotropismo de apego, formulada por Bowlby, en cada una de las fases el niño/adolescente mantendrá un vínculo de apego particular y único con uno de sus progenitores, pudiendo éste ser uno diferente en cada fase. Balbi propone abandonar la clásica concepción del apego como un sistema motivacional del niño, orientado a la búsqueda de protección a través del vínculo, y concebir el apego como un vínculo complejo, recíproco y exclusivo entre el niño/adolescente y su progenitor significativo de cada etapa del desarrollo: “ningún niño se apega a un adulto que no está a su vez apegado a él”, dice el autor.
En este vínculo de apego se genera una tensión, propia de todas las relaciones de alta intensidad afectiva, definida como estrés de apego recíproco. Un nivel excesivo de estrés de apego recíproco por parte de ambos miembros de la díada, que se retroalimenta positivamente de forma automática y espontánea, se encuentra en la base de todos los trastornos psicopatológicos que se verifican en las fases de desarrollo.  
La adolescencia, no sólo es la fase más larga del periodo evolutivo (11 a 27/30 años), sino también la más crítica, en la que el sistema del sí-mismo en su evolución temporal atraviesa numerosos periodos de metaestabilidad. La emergencia de los procesos de abstracción, y la consecuente nueva experiencia subjetiva de temporalidad, promueven significativos cambios en la experiencia afectiva del adolescente, que son vividos por éste como perturbadoras discrepancias afectivas percibidas en el vínculo con su partner de apego parental. Balbi sostiene que este proceso de reorganización de la trama de reciprocidad afectiva entre el adolescente y quien ha sido su progenitor de apego durante la niñez (5 a 10 años) sigue, durante toda la adolescencia, una tendencia gradual y oscilante similar al procesamiento del duelo típico de la fase terminal de las relaciones sentimentales.  
En este contexto, propone el concepto de Duelo Metarrepresentacional Tácito para denominar este proceso que se desencadena en la adolescencia como parte normal del desarrollo, y que, según el autor está en la base tanto de la organización funcional del sentido de identidad personal como de los trastornos psicopatológicos que se presentan en esta etapa de desarrollo.  
Balbi sostiene la tesis de que la causa del trastorno límite de la personalidad, y de todos los demás tipos de trastornos de la personalidad que se verifican en la tercera década de la vida, radica en la cronicidad de un procesamiento disfuncional del duelo metarrepresentacional tácito de la adolescencia. Por el contrario, su procesamiento funcional garantiza la organización de una instancia abstracta de autorregulación personal para la cual el autor ha acuñado el término de Organización del Sentido Afectivo Personal.  
Balbi sostiene que es recién en esta instancia que se produce el cierre organizacional del sistema del sí-mismo, y describe tres tipos de organizaciones del sentido afectivo personal: Organización del sentido personal de autosuficiencia afectiva; Organización del sentido personal de autonomía afectiva y Organización del sentido personal de ecuanimidad afectiva.